# 黃延昭

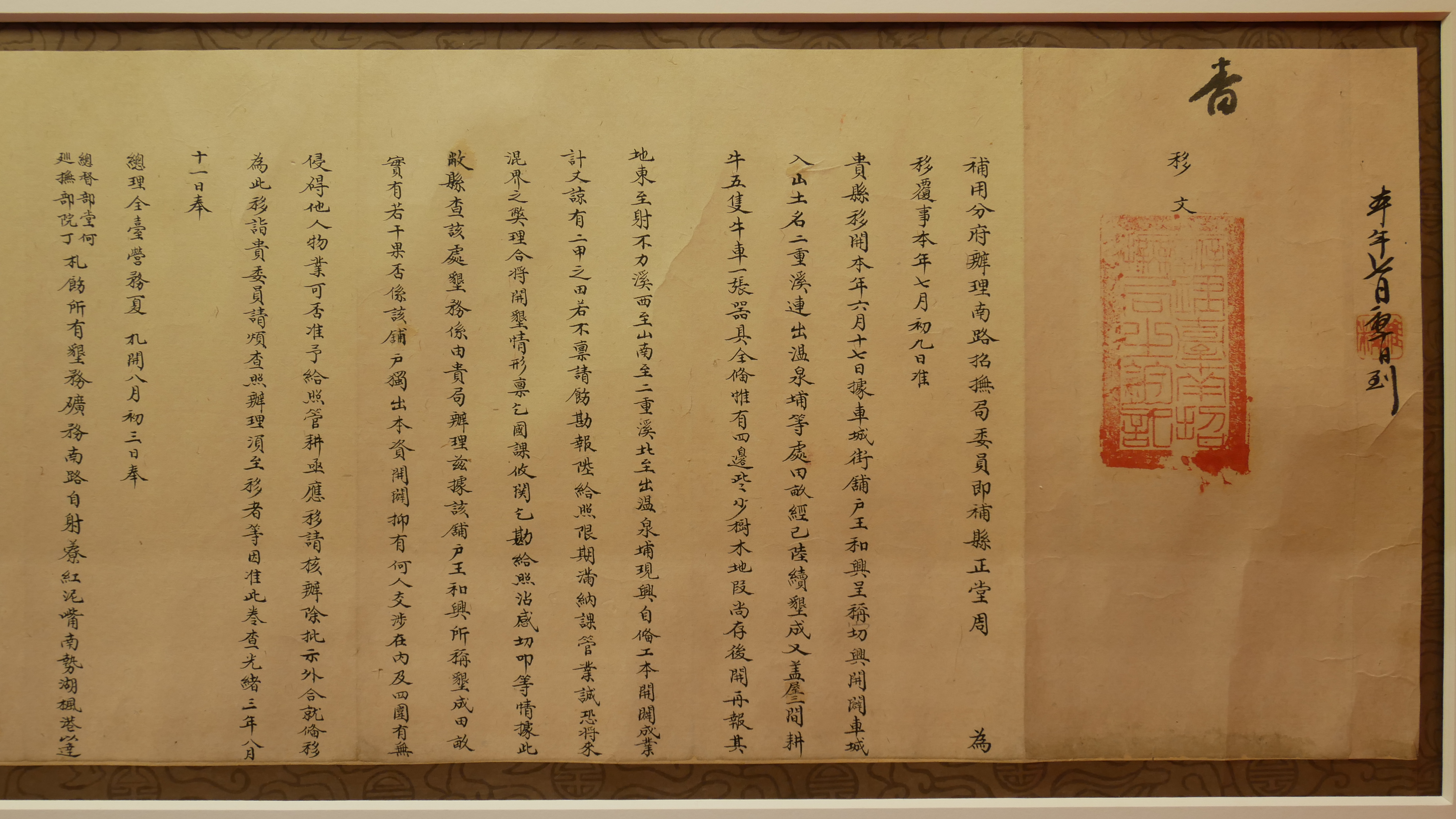
光緒四年（1878年）辦理南路招撫局委員移知恆春縣知縣黃廷昭移文（舖戶王和興墾成二重溪等地田畝，國立臺灣博物館藏）

黃延昭，號慎園，是中國清朝官員，廣東嘉應鎮平縣人，監生出身。於同治八年（1869年）任臺灣府經歷，光緒二年閏五月初八（1876年6月29日）任恆春縣知縣，光緒四年十月初八（1878年11月2日）因病出缺。
在擔任恆春縣知縣任內於光緒四年（1878年）曾耗資銀33兩零來開掘射藔港西門河道與縣城內的五口水井，五口水井分別位在大街、縣署西轅門、風神廟前、縣署後與南門。